# Aléxandros Korizís
Alexandros Korizís (em grego: Αλέξανδρος Κορυζής; n. 1885 - f. 1941) foi um político da Grécia. Ocupou o cargo de primeiro-ministro da Grécia de 29 de Janeiro de 1941 até 18 de Abril de 1941.

## Carreira
Koryzis assumiu essa função em 29 de janeiro de 1941, quando seu antecessor, o ditador Ioannis Metaxas, morreu de câncer na garganta, durante a Guerra Greco-Italiana. Antes disso, Koryzis havia sido governador do Banco da Grécia.
De herança arvanita, Koryzis nasceu na pequena ilha de Poros, na Grécia, onde existe hoje um museu dedicado à sua vida e contribuição.
O primeiro-ministro Metaxas recusou as ofertas britânicas de assistência militar direta, alegando que isso poderia ser usado como justificativa para a intervenção alemã em apoio a seus aliados italianos. Koryzis, entretanto, concordou com o envio da "Força W" - uma força britânica e de duas divisões de infantaria e uma brigada blindada.
Embora em grande parte impotente, já que o governo era efetivamente controlado pelo rei George II, Koryzis ainda carregava o fardo da invasão alemã que começou em 6 de abril do mesmo ano. Menos de duas semanas depois, em 18 de abril, enquanto as tropas alemãs marchavam em direção a Atenas e a cidade era colocada sob lei marcial, ele cometeu suicídio com um tiro em si mesmo. A causa de sua morte foi inicialmente relatada como um ataque cardíaco, provavelmente para evitar causar pânico em massa em Atenas.